# غريتا تشي
غريتا تشي هي ممثلة دنماركية، ولدت في 1940 في كوبنهاغن في الدنمارك.

## وصلات خارجية
- غريتا تشي على موقع IMDb (الإنجليزية)
- غريتا تشي على موقع قاعدة بيانات الفيلم (الإنجليزية)